# Berga ö
Berga ö är en småort i Turinge socken i  Nykvarns kommun, Stockholms län. 